# إدوارد توماس (لاعب كرة قدم أمريكية)
إدوارد توماس (بالإنجليزية: Edward Thomas)‏ هو لاعب كرة قدم أمريكية ولاعب كرة قدم كندية أمريكي، ولد في 27 سبتمبر 1974 في توماسفيل في الولايات المتحدة.

## وصلات خارجية
- إدوارد توماس على موقع مرجع كرة القدم المحترفة.كوم (الإنجليزية)
- إدوارد توماس على موقع JustSportsStats.com (الإنجليزية)